# Bogovađa
Bogovađa (cyr. Боговађа) – wieś w Serbii, w okręgu kolubarskim, w gminie Lajkovac. W 2011 roku liczyła 479 mieszkańców.